# Sickboy
Sickboy (9 maart 1978), (ook bekend als Sickboy Milkplus) is de artiestennaam van Jurgen Desmet, een Belgische muzikant die met name breakcore en happy hardcore produceert. Hij is een van de initiatiefnemers van Breakcore Gives Me Wood. Sickboy is samen met Bong-ra lid van Servants of the Apocalyptic Goat Rave. Zijn muziek werd uitgebracht op Tigerbeat6, Peace Off, Mirex en Wood recordings.

## Discografie
- Ganja Bullet / Worst Trade Central (2002, Audiobot/Robo Records)
- Swingin' in the Rain EP (2003, Death$ucker Records)
- Owleygirl EP (2004, Junk)
- Morbid Monster Breaks (2004, Peace Off)
- Shake Hands With A Clenched Fist (2004, Tigerbeat6/Mirex)
- Vive Le Mash-Up (2004, Surprise Records)
- Into Oblivion (2005, Mirex)
- Servants of the Apocalyptic Goat Rave (met Bong-Ra) (2005, Suburban Trash)
- Musical Therapy (2007, Wood)
- Times Infinity (2007, Peace Off)
- Time To Play (2008, Ad Noiseam)
- Tweencore (2010, Cock Rock Disco free mp3 release)